# USS LST-200
O USS LST-200 foi um navio de guerra norte-americano da classe LST que operou durante a Segunda Guerra Mundial.